# Merly de Jesus
Merly de Jesus apesar de ter vivido boa parte de sua vida no Rio Grande no Norte, é natural do Rio de Janeiro. Merly é ex-ginasta brasileira, que competiu em provas de ginástica artística.
Merly fez parte da seleção brasileira de ginástica olímpica, disputando várias etapas, entre elas a etapa da Copa do Mundo do Chile, em 2004, ao lado de Daniele Hypólito. Na ocasião, classificou-se para as finais de todos os aparelhos. Pouco depois, sofreu uma lesão no fêmur e, abandonada pela Confederação Brasileira de Ginástica, deixou a modalidade artística. Por um período, Merly dedicou-se ao trabalho de tatuadora, pelas praias de Natal. Como fruto de sua participação em competições, figurou entre as cem melhores ginastas do mundo.
Atualmente, Merly faz faculdade de Enfermagem em Niterói-RJ e também dedica uma parte de seu tempo para os estudos no curso técnico em informática.